# هربرت ألبرشت
هربرت ألبرشت (بالألمانية: Herbert Albrecht)‏ هو سياسي ألماني، ولد في 1900 في آلتنبورغ في ألمانيا، وتوفي في 1945. نشط حزبياً في الحزب النازي. وقد انتخب عضو مجلس النواب الألماني من ألمانيا النازية وانتخب عضو مجلس النواب الألماني للجمهورية فايمار.